# Hienă dungată
Hiena dungată (Hyaena hyaena) este un mamifer carnivor nocturn asemănător cu câinele, cu blana cenușie sau gălbuie-cafenie, cu dungi de culoare închisă pe gât, pe corp și pe membre, și picioarele anterioare mai lungi decât cele posterioare. Trăiește în Africa și Asia și se hrănește mai ales cu cadavre. Se adăpostește în găuri pe care le face în maluri înalte. Cântărește 26–40 kg și are o lungime de 0,9-1,2 m (cap + trunchi). Longevitatea este de 24 de ani. Reproducerea are loc tot timpul anului. Gestația durează 92-98 de zile, o femelă fată 2-5 pui.

## Descrierea
Lungimea cap + trunchi = 85–130 cm; coada = 25–40 cm; înălțimea la greabăn = 65–80 cm; greutatea = 22 –55 kg.
Au un corp comprimat lateral, capul lat și mare, gâtul gros și coadă relativ scurtă, neajungând până la pământ. Urechile sunt ascuțite. Pe partea dorsală a gâtului și pe spate au o coamă de peri lungi, care poate să se zbârlească când sunt speriate sau amenințate.
Picioarele anterioare sunt mai lungi decât cele posterioare, așa încât spatele este înclinat de la cap spre coadă și greabănul este mai înalt decât crupa.
Sunt tetradactile, fiecare membru are 4 degete și înarmate cu gheare puternice; urmele hienelor se disting ușor de cele ale câinilor, deoarece amprentele tălpilor anterioare sunt mult mai mari decât ale celor posterioare. Dinții sunt puternici, apți pentru sfărâmarea oaselor. Au sub coadă pungi mari glandulare, adesea confundate cu organele genitale externe.
Sunt asemănătoare cu câinele, însă nu sunt îndeaproape înrudite cu canidele, mai curând se apropie de viveride.

## Colorația
Blana are peri aspri și este cenușie sau gălbuie-cafenie, cu dungi de culoare închisă pe gât, pe corp și pe membre. Dungile de pe corp verticale, iar cele de pe membre orizontale.

## Răspândirea geografică
Hiena dungată este răspândită din nordul Africii spre sud până în Guineea și spre est până în Tanzania. În Asia este răspândită în Orientul Mijlociu, Asia Mică și în Peninsula Arabică, Turcia, în spațiul sudic caucazian dintre Marea Neagră și Marea Caspică și Turkmenia, în Iran și Afganistan, Nepal și India.
A fost găsită în următoarele țări: Algeria, Armenia, Azerbaidjan, Burkina Faso, Camerun, Ciad, Djibouti, Egipt, Etiopia, Georgia, India, Iran, Irak, Israel, Iordania, Kenia, Liban, Libia, Mali, Mauritania, Maroc, Nepal, Niger, Nigeria, Oman, Arabia Saudită, Senegal, Tadjikistan, Tanzania, Tunisia, Turcia, Turkmenistan, Uzbekistan, Sahara de Vest, Yemen. Posibil dispărută în Kuweit, Qatar, Emiratele Arabe Unite.

## Habitatul
Trăiesc mai mult în locuri deschise, dar bine înierbate (savane) sau printe tufișuri rare din regiunile aride sau semi-aride. Evită deșertul deschis (Sahara), tufișurile dese, pădurile și altitudinile mari, cu toate că au fost înregistrată la altitudinea de 3300 m în Pakistan. Sunt găsite uneori în apropierea așezărilor umane (de exemplu în Israel și Algeria). Nu se tem de oameni și adesea se hrănesc printre gunoaie și cu cadavre în apropierea locuințelor umane. Animalele tinere sunt chiar ținute ca animale de companie în unele zone.

## Comportamentul
Sunt animale teritoriale cu un teritoriu individual de 70–80 km2. Sunt de obicei animale solitare și sunt rar văzute în grupuri. Se adăpostesc în găuri pe care le sapă în maluri înalte, în terase sau printre stânci. Duc o viață nocturnă și sunt mai puțin gălăgioase și mai puțin agresive ca hienele pătate.
Când sunt speriate sau amenințate, mârâie și-și zbârlesc coama, dar foarte rar se angajează în luptă; când câinii le atacă, de obicei nu încearcă să se apere. Dacă sunt infectate cu virusul turbării nu manifestă agresivitatea pe care o au alte mamifere turbate. Totuși, s-au semnalat situații în care hienele dungate au atacat animale mari și au târât copii.

## Hrana

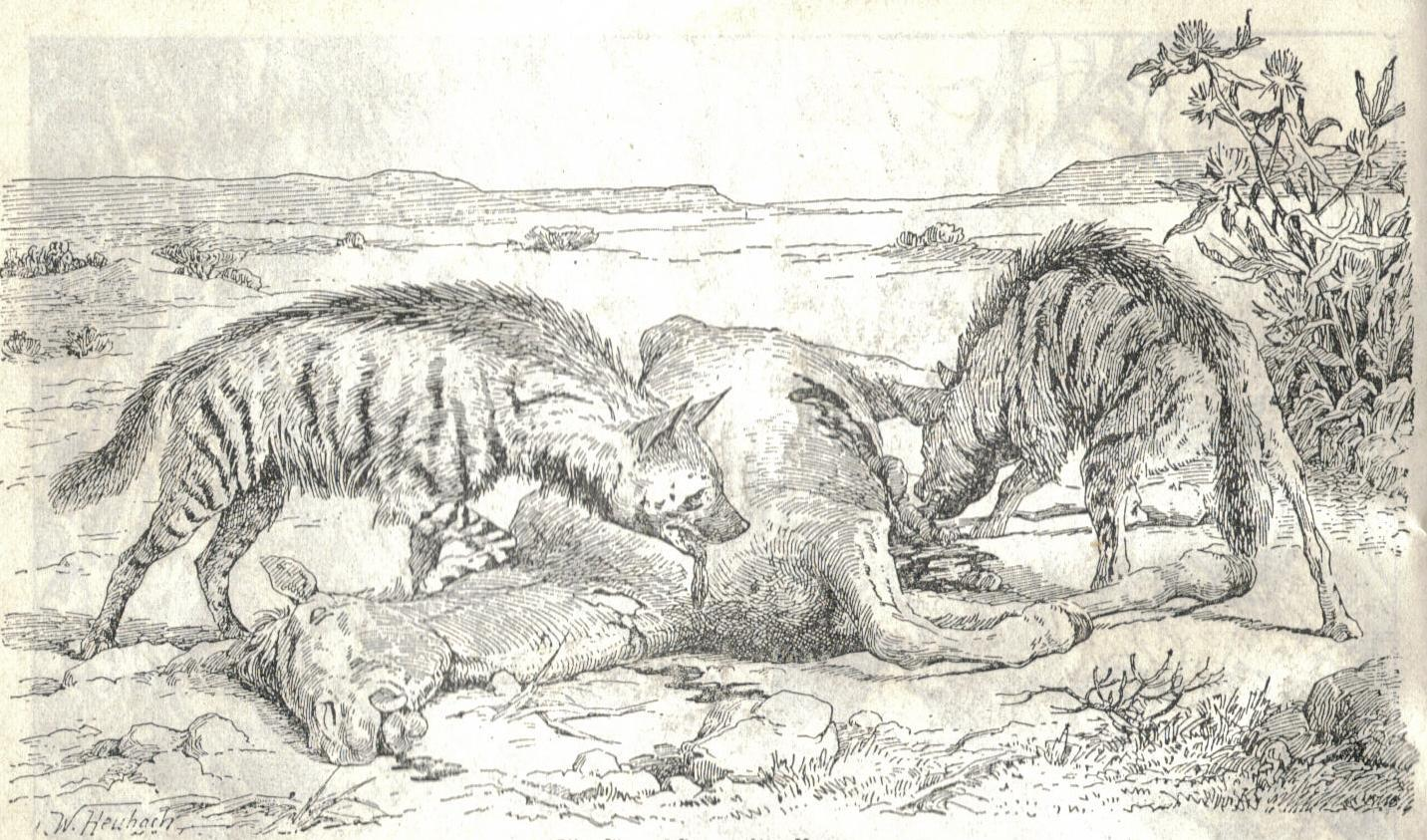
Două hiene dungate care mâncă hoitul unui cal

Sunt cu precădere animale necrofage. Se hrănesc de obicei noaptea.
Hrana este alcătuită în principal din cadavre de vertebrate (zebre, gnu, gazele, impala etc.) și resturile menajere. După ce vulturii și alte mamifere carnivore mănâncă carnea de pe carcase, hienele dungate se hrănesc cu oasele rămase. Oasele mai mari ale antilopelor și bivolilor sunt sfărâmate cu dinții puternici. Dacă nu se satură cu cadavre, atacă mamifere mici (iepure, rozătoare, reptile) și păsări. În nordul Keniei frecventează gospodăriile umane ucigând capre și oi. Se hrănesc și cu insecte și ouă de păsări.
Pot intra și în terenurile cultivate pentru a se hrăni cu porumb, cartofi, sfeclă sau cu  fructele căzute pe sol găsite în păduri sau în livezi. În Serengeti (Tanzania) preferă fructele copacului Balanites iar în Egipt provoca daune în terenurile cultivate cu pepeni galbeni și curmali.

## Reproducerea

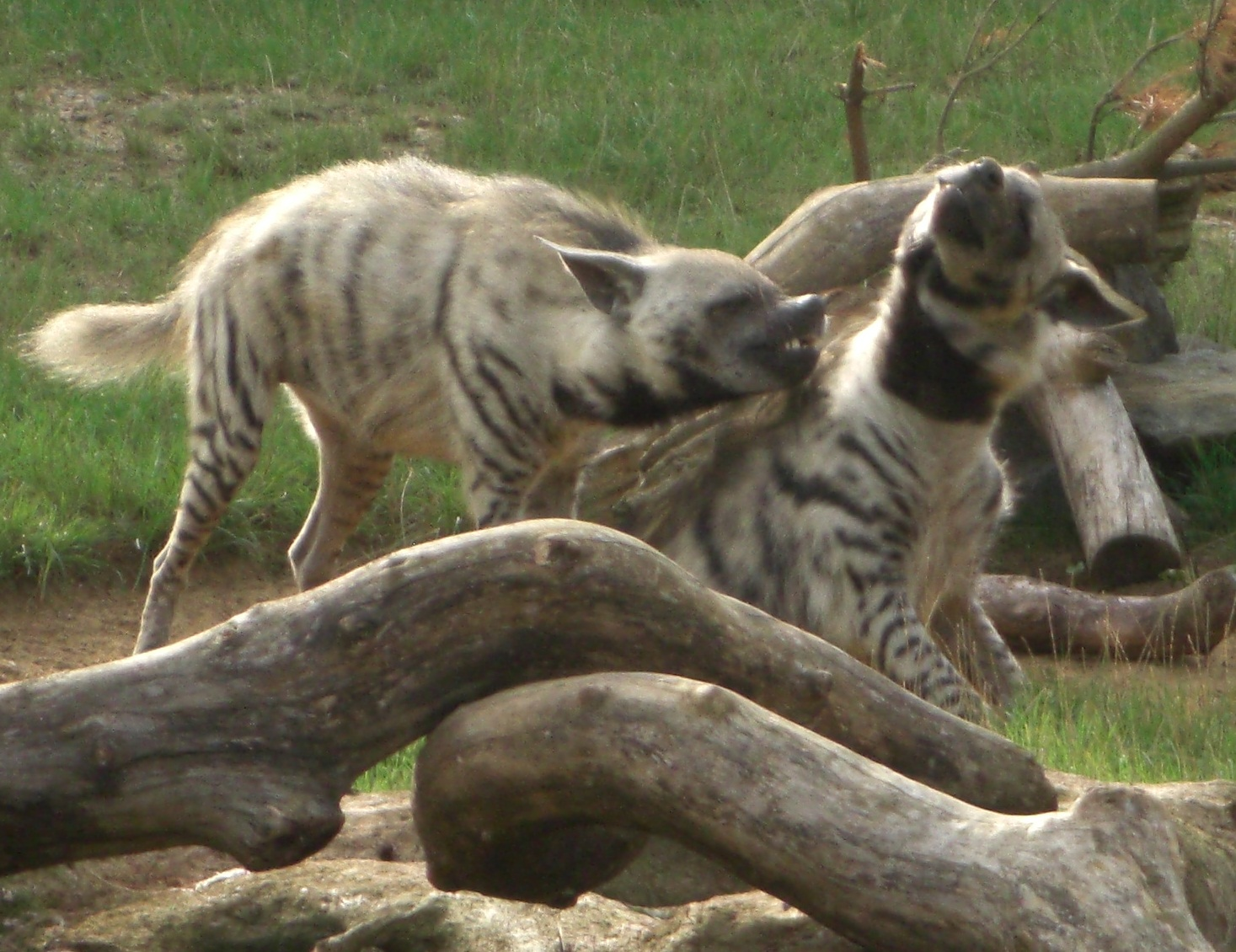
Două hiene

Bârlogul este făcut în vizuini pe care le sapă în maluri înalte, în terase sau printre stânci sau folosesc vizuinele altor animale. În Asia folosesc adesea peșteri ca bârlog, dintre care unele sunt folosite mai mulți ani.
În zonele de nord împerecherea are loc în ianuarie-februarie, iar în zonele tropicale nu este limitată la un anumit sezon.
Gestația durează 88-98 de zile. O femelă fată câte 2-5 pui orbi cu pleoapele lipite în primele 5 zile, în greutate de 635-750 g.
Ating talia adulților la vârsta de un an, iar maturitatea sexuală la 3-4 ani.

## Importanța
Hienele sunt folositoare, fiind "gunoieri", hrănindu-se cu resturi menajere. În Africa băștinașii lasă câte o gaură în gardurile ce împrejmuiesc locuințele lor ca loc de intrare pentru hiene; seara, ei scot în curte resturile menajere, care peste noapte sunt mâncate de hiene. Unii băștinași își scot chiar și morții la marginea satelor, din care până a doua zi nu mai rămân decât mici așchii de oase.
Rareori atacă oamenii sau caprele și oile de pe lângă gospodării și sunt de obicei neagresive, de multe ori permit câinilor să le atace fără a încerca să se apere.